# Unione Nazionale delle Forze Popolari
L'Unione Nazionale delle Forze Popolari (in arabo الاتحاد الوطني للقوات الشعبية‎?; in francese Union Nationale des Forces Populaires) è stato un partito politico marocchino, nato da una scissione dell'Istiqlal.

## Storia

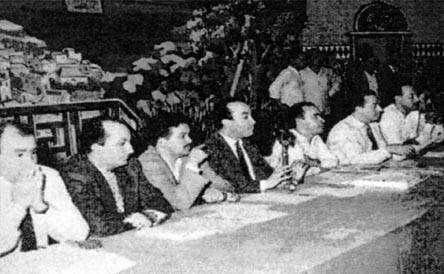
Il comitato centrale del partito nel 1959

Il partito si originò dalla scissione dell'ala progressista dall'Istiqlal, dominato allora dall'ala nazional-conservatrice guidata da Allal al-Fasi. Il partito si raccolse intorno alle figure di Mehdi Ben Barka, Abderrahim Bouabid, Mahjoub Ben Seddik, Abdallah Ibrahim e Fqih Basri. Il partito espresse idee antimonarchiche e si alleò col sindacato Union Marocaine du Travail; quando quest'ultimo abbandonò la politica, il partito si ritrovò isolato. Tra il 1963 e il 1964 85 membri del partito vennero processati per alto tradimento. I processi e il decesso di Ben Barka nel 1965 indebolirono fortemente il partito.
Nel 1970 il partito si alleò con l'Istiqlal per dare origine alla Kutla, che si oppose alle riforme autoritarie di re Hasan II. Nel 1973 il partito, gravitante attorno alle sezioni di Rabat e a quella di Casablanca, legata all'Union Marocaine du Travail, vide 159 suoi attivisti arrestati e processati. Molti furono condannati a morte o all'ergastolo. L'assassinio di Omar Benjelloun nel 1975, uno dei principali leader del partito, e il boicottaggio delle elezioni del 1977 e del 1984 contribuirono all'isolamento del partito dalla scena politica. Buona parte del partito confluì nell'Unione Socialista delle Forze Popolari, nata da una scissione avvenuta nel 1974.